# Nam Song-chol
Dans ce nom coréen, le nom de famille, Nam, précède le nom personnel.
Nam Song-chol (hangeul : 남성철), né le 7 mai 1982, est un footballeur international nord-coréen. Il évolue actuellement au April 25 SG dans le championnat national nord-coréen au poste de défenseur. 

## Carrière internationale
Il fait partie des 23 joueurs nord-coréens sélectionnés pour participer à la coupe du monde 2010.

### But international
| # | Date           | Lieu           | Adversaire | Score | Compétition                             |
| - | -------------- | -------------- | ---------- | ----- | --------------------------------------- |
| 1 | 9 février 2005 | Saitama, Japon | Japon      | 1-2   | Éliminatoires de la coupe du monde 2006 |